# Skikda (provins)

Skikdas provins i Algeriet

Skikda (arabiska: ولاية سكيكدة) är en provins (wilaya) i nordöstra Algeriet. Provinsen har 904 195 invånare (2008). Skikda är huvudort.

## Administrativ indelning
Provinsen är indelad i 13 distrikt (daïras) och 38 kommuner (baladiyahs).